# Super Bowl VII
El Super Bowl VII es el nombre que se le dio al partido de fútbol americano que definió al campeón de la temporada 1972-73 de la NFL. El partido se disputó el 14 de enero de 1973 en el estadio Los Angeles Memorial Coliseum de la ciudad de Los Ángeles, California y enfrentó al campeón de la AFC los Miami Dolphins y al campeón de la NFC los Washington Redskins. La victoria fue de los Miami Dolphins que se impusieron por 14-7 y de esta forma consiguieron su primer título de Super Bowl en su segunda visita a este juego, ya que habían perdido un año antes la Super Bowl VI.

## Resumen
La Super Bowl VII empezó con un claro dominio de ambas defensas, aunque la de los Dolphins fue mejor ya que Jake Scott interceptó en 2 ocasiones al mariscal de los Redskins Billy Kilmer. Cuando terminaba el primer cuarto Howard Twilley atrapó un pase de 28 yardas lanzado por Bob Griese. En el segundo cuarto Jim Kiick con una carrera de una yarda pondría el resultado 14-0 para los Dolphins que se adelantaron de sorpresa y no dejaron ir dicha ventaja en lo que restaba del partido. Sobre el final del último cuarto los Redskins respondieron cuando Mike Bass recobró el balón y lo llevó hasta la zona de anotación. De esta forma la Super Bowl VII terminaba 14-7 a favor de los Miami Dolphins quienes ganaban su primer título de Super Bowl. Jake Scot fue elegido como el jugador más valioso por sus 2 interceptaciones.